# Matrix Games
Matrix Games – amerykańskie przedsiębiorstwo zajmujące się tworzeniem i wydawaniem gier komputerowych, w szczególności gier strategicznych, założone w 1999 przez Davida Heatha. W 2010 roku połączyło się z brytyjskim Slitherine Software.

## Gry wydane przez Matrix Games
- Across the Dnepr: Korsun Pocket Add-on
- Across the Dnepr: Second Edition
- Advanced Tactics: World War II
- Armada 2526
- Banzai! : For Pacific Fighters
- Battlefront
- Battleground Europe - World War II Online
- Battlegrounds: American Civil War
- Battlegrounds: Napoleonic Wars
- Battles in Italy
- Battles In Normandy
- Birth of America
- Blitzkrieg: War in Europe 1939-1945
- Campaign Series: Matrix Edition
- Campaigns On The Danube
- Carriers at War
- Case Blue : For IL-2 or Forgotten Battles
- Chariots of War
- Close Combat: Cross of Iron
- Close Combat: Modern Tactics
- Close Combat: Wacht am Rhein
- Close Combat: The Longest Day
- Combined Arms: World War II
- Commander - Europe at War Gold
- Conquest! Medieval Realms
- Conquest of the Aegean
- Crown of Glory: Emperor's Edition
- Distant Worlds
- Empire in Arms the Napoleonic Wars of 1805 - 1815
- Field of Glory
- Field of Glory - Rise of Rome
- Field of Glory - Storm of Arrows
- Flashpoint Germany
- For Liberty!
- Forge of Freedom: The American Civil War 1861-1865
- Gary Grigsby's Eagle Day to Bombing the Reich
- Gary Grigsby's World At War
- Gary Grigsby's World at War: A World Divided
- Gates of Troy
- Guns Of August
- Harpoon 3 - Advanced Naval Warfare
- Highway to the Reich
- Hired Guns: The Jagged Edge
- Horse and Musket: Volume 1
- Korsun Pocket
- Legion Arena Gold
- Lock 'n Load: Band of Heroes
- Massive Assault
- Maximum-Football
- Norm Koger's The Operational Art of War III
- Officers - The Matrix Edition
- Operation Barbarossa - The Struggle for Russia
- Pacific War: Matrix Edition
- Panzer Command: Operation Winter Storm
- PureSim Baseball 2007
- Reach for the Stars
- Smugglers IV - Doomsday
- Spartan
- Star Chamber: The Harbinger Saga
- Starshatter - The Gathering Storm
- Starships Unlimited - Divided Galaxies
- Starships Unlimited v3
- Steel Panthers: World at War – Generals Edition
- Storm over the Pacific
- Supremacy: Four Paths To Power
- The Last Days : For IL-2 Forgotten Battles
- Tin Soldiers: Alexander the Great
- Tin Soldiers: Julius Caesar
- Titans of Steel: Warring Suns
- UFO: Extraterrestrials
- Uncommon Valor
- War in Russia: Matrix Edition
- War In The Pacific
- War In The Pacific - Admiral's Edition
- War Plan Orange: Dreadnoughts in the Pacific 1922 - 1930
- World War One - La Grande Guerra
- World War One Gold
- World War II: General Commander
- World War 2: Time of Wrath
- Terminator: Dark Fate – Defiance[2]